# Schlossgartenbahn Karlsruhe
| Schlossgartenbahn Karlsruhe   | Schlossgartenbahn Karlsruhe |
| ----------------------------- | --------------------------- |
| Strecke der Schlossgartenbahn |                             |
| Streckenlänge:                | 2,7 km                      |
| Spurweite:                    | 600 mm (Schmalspur)         |
|                               |                             |

Die Schlossgartenbahn Karlsruhe ist eine Parkeisenbahn mit 600 mm Spurweite, welche auf einem 2,7 Kilometer langen Rundkurs mit nur einem Bahnhof durch den Karlsruher Schlossgarten verkehrt.

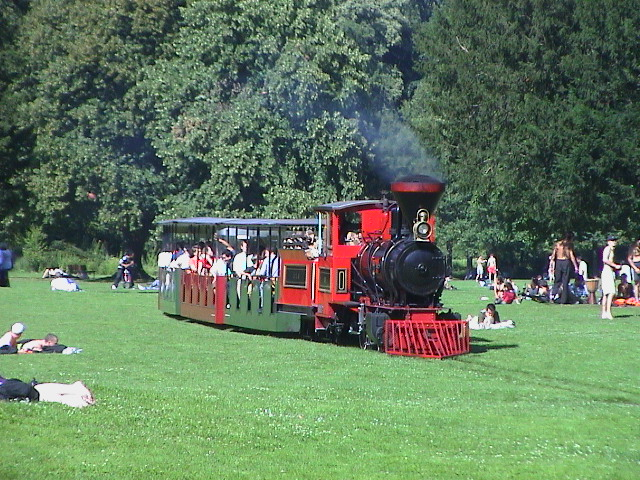
Dampflok Greif der Schlossgartenbahn auf der Wiese hinter dem Schloss, kurz vor dem Bahnhof

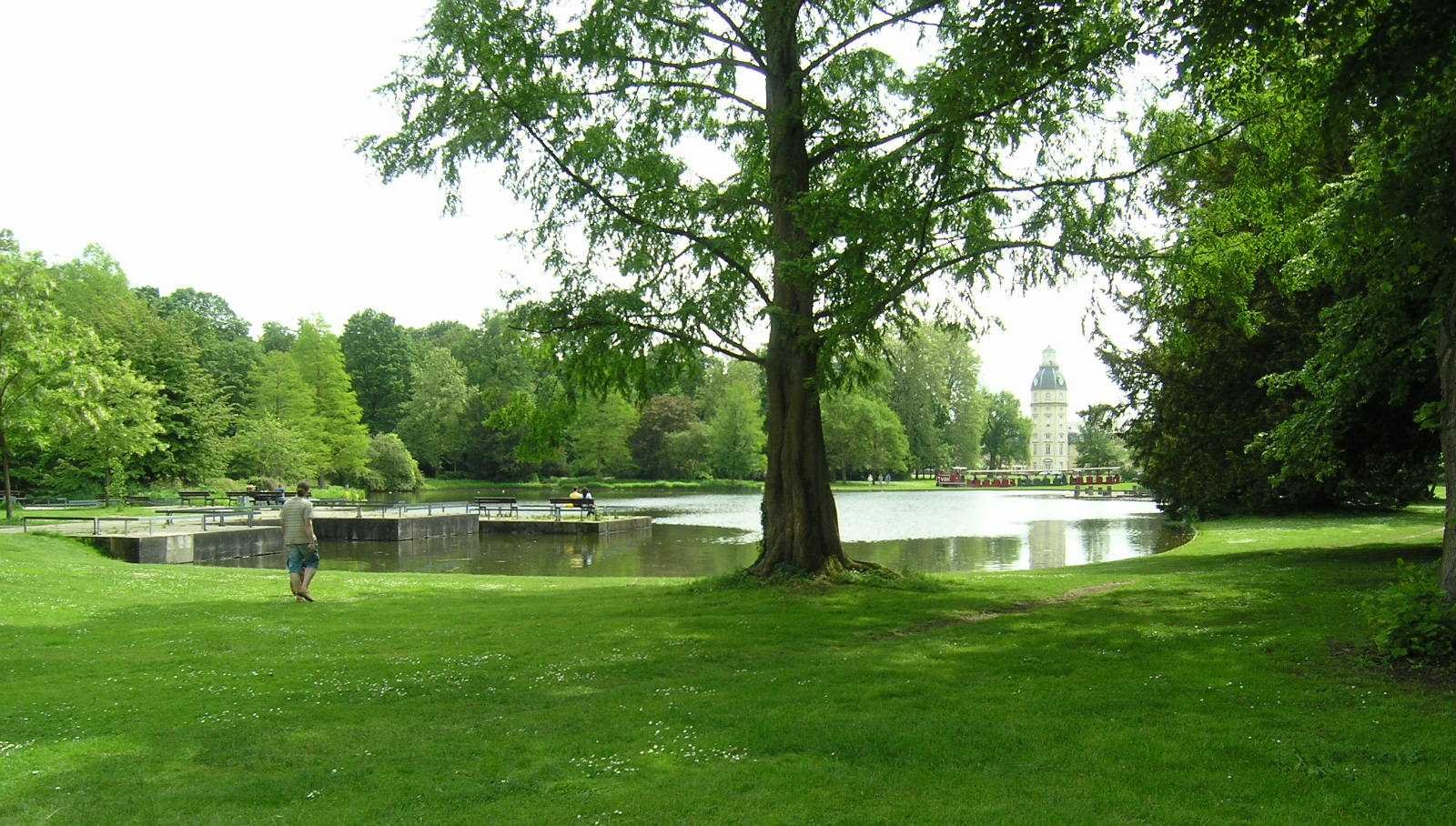
Der Dieselzug nach rund einem Drittel der Gesamtstrecke am See im Schlossgarten

## Geschichte
Die Schlossgartenbahn wurde anlässlich der Bundesgartenschau 1967 in Karlsruhe gebaut. Vier Zuggarnituren in den Farben dunkelblau, hellblau, rot und gelb bewältigten damals den Ansturm der Massen. Zwei Züge, der rote und der hellblaue, wurden zum Ende der Bundesgartenschau wieder abtransportiert, um sie bei anderen Gartenschauen einsetzen zu können. Die ursprüngliche Planung ging davon aus, die Bahn zum Ende der Bundesgartenschau wieder komplett abzubauen, aber die Karlsruher Bevölkerung hatte ihr „Bähnle“ zu lieb gewonnen und wollte nicht mehr darauf verzichten. Nur durch lange und äußerst schwierige Verhandlungen gestattete das Regierungspräsidium einen Weiterbetrieb, allerdings mit deutlichen Auflagen. Die Bahnen durften fortan keine Werbung mehr tragen und es musste ein neuer Betriebshof gebaut werden, da sich der bestehende Schuppen auf dem Gelände der Kleingartenanlage befand.
1974 wurde der dunkelblaue Zug ebenfalls abtransportiert und nach Saarbrücken gebracht. Ursprünglich sollte es der gelbe sein, da dieser für die Parkeisenbahn im Deutsch-Französischen Garten 1960 gebaut wurde. Nachdem zunächst ein privater Betreiber den rund zweieinhalb Kilometer langen Rundkurs mit 600 mm Spurweite bediente, übernahmen die Verkehrsbetriebe Karlsruhe GmbH 1988 das Bähnchen. Der verbliebene Zug wurde durch die Werkstatt der VBK neu überholt und frisch lackiert, allerdings in den Farben rot und grün.
In den folgenden Jahren wurde modernisiert: Die altersschwache Benzinlok wurde durch die heutige Diesellok ersetzt, im Schlossgarten wurde ein neues Bahnhofsgebäude gebaut und der Lokschuppen wurde ein weiteres Mal versetzt; er befindet sich seither auf dem Gelände des Heizwerks an der Teutschneureuter Allee. Ein vierter Wagen wurde im Betriebshof West der VBK neu gebaut. Außerdem steht die Dampflok „Greif“ zur Verfügung, die sich seit 2016 im Eigentum der Müller & Waidelich GbR befindet und als Subunternehmen betrieben wird. Die historische „Porschelok“ wurde zum 40-jährigen Jubiläum der Bahn in ihren Urzustand zurückversetzt und gelb lackiert.

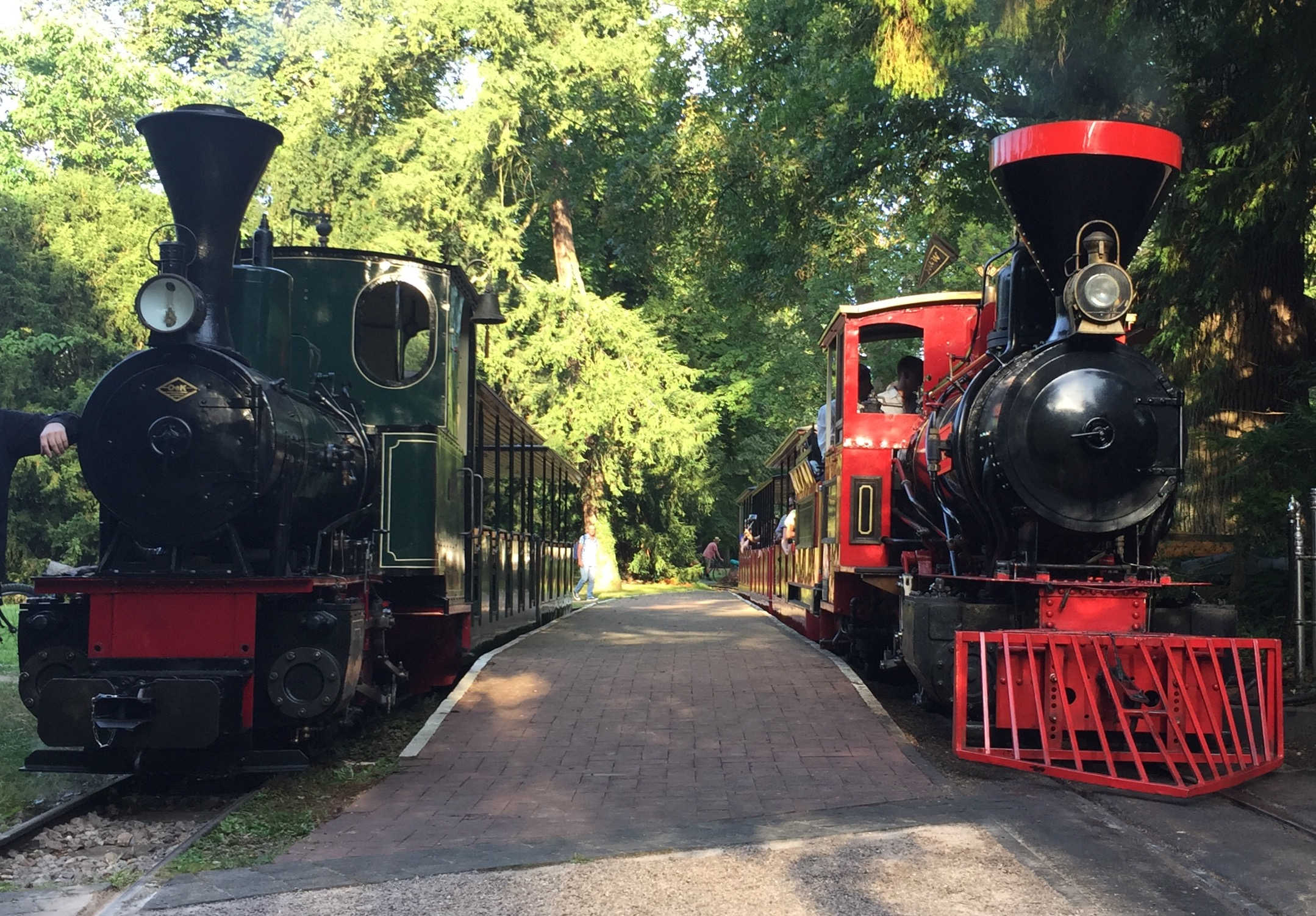
Gastlok „Emma“ links auf Gleis 2, „Greif“ rechts auf Gleis 1

Im August und September 2016 gastierte die Dampflok „Emma“ aus dem Frankfurter Feldbahnmuseum an insgesamt drei Sonntagen auf der Schlossgartenbahn.

## Fahrzeuge
Es stehen drei Lokomotiven zur Verfügung:
- Eine dieselmechanische Lokomotive, 1955 gebaut bei Gmeinder, Mosbach, 1991 umgebaut durch die Verkehrsbetriebe Karlsruhe GmbH, Achsfolge: B, 37 kW (50 PS), 5,2 t, Bezeichnung: SGB 60.
- Eine Dampflokomotive der Bauart Bn2t, Henschel Typ Riesa, die den Namen Greif trägt und in Privateigentum steht. Die Feldbahn-Lokomotive wurde 1939 bei Henschel in Kassel gebaut und gehörte dem Mannheimer Bauunternehmen Hans Vatter, das sie zunächst in einem Steinbruch in Dossenheim einsetzte. 1946 bis 1948 wurde die Lokomotive bei der Heilbronner Trümmerbahn eingesetzt und fand zuletzt beim Autobahnbau bei Aschaffenburg Verwendung, bevor sie in Mannheim-Neckarau abgestellt wurde. Ein Karlsruher Straßenbahnfahrer erwarb die Lok 1967.[1] 1970 wurde sie auf Holzfeuerung umgebaut und erhielt damals auch ihren „Westernlook“. Die Maschine leistet 51 kW (70 PS).
- Eine gelbe Porschelok, Achsfolge B, 20 kW (27 PS), 1959 gebaut bei der Sollinger Hütte, erstmals 1960 in Saarbrücken eingesetzt, kam 1967 mit komplettem Zug (drei Wagen) nach Karlsruhe.

Zu den bestehenden drei Personenwagen wurde durch die Verkehrsbetriebe ein weiterer Wagen nachgebaut. 2015 wurde ein fünfter Wagen von Intamin erworben. Neben diesen fünf Personenwagen, aus welchen Drei- oder Vierwagenzüge gezogen von einer der drei Lokomotiven gebildet werden, existieren weitere Wagen für Arbeitseinsätze. Vierwagenzüge werden ausschließlich durch die Dampflok gezogen.

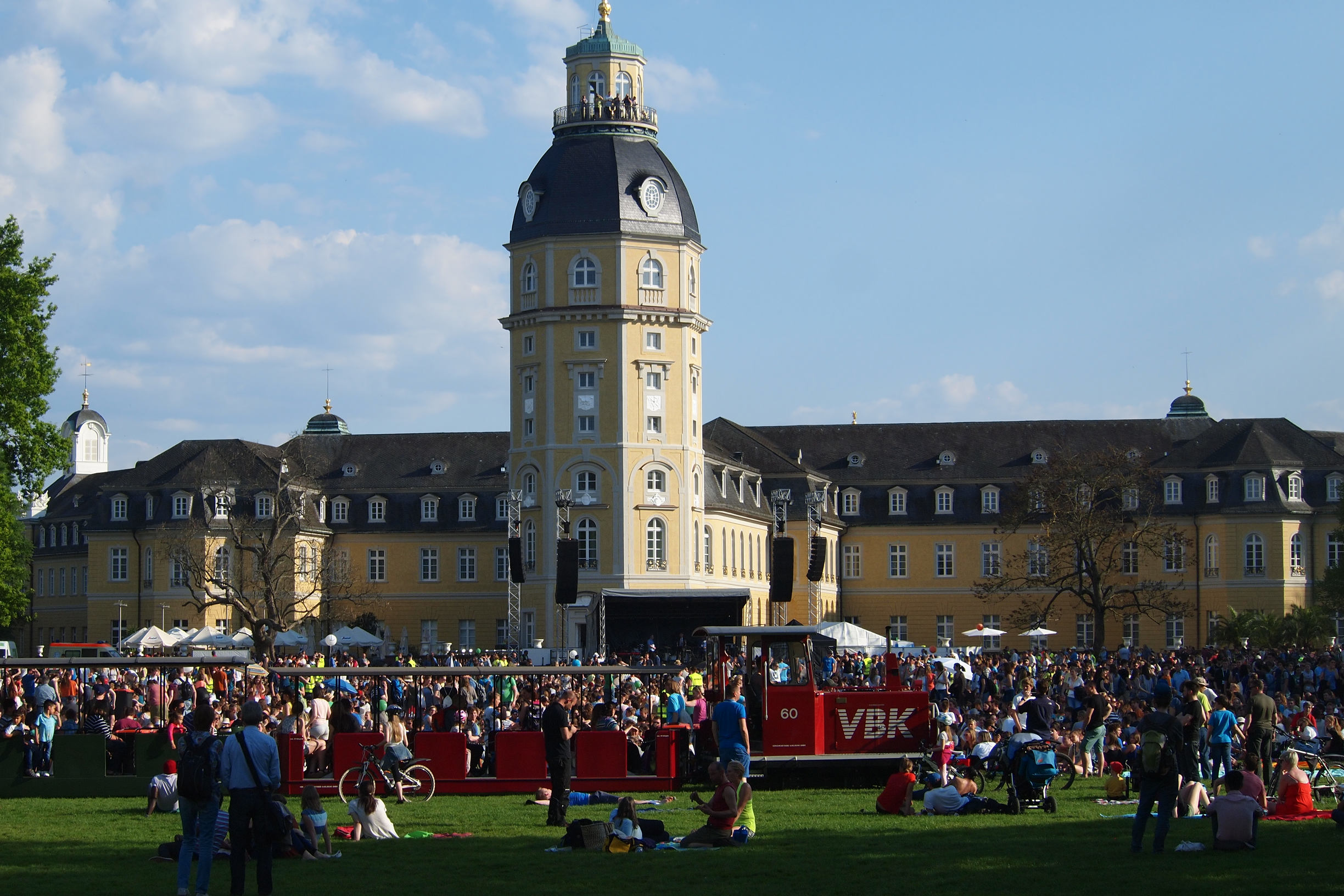
Während einer Großveranstaltung

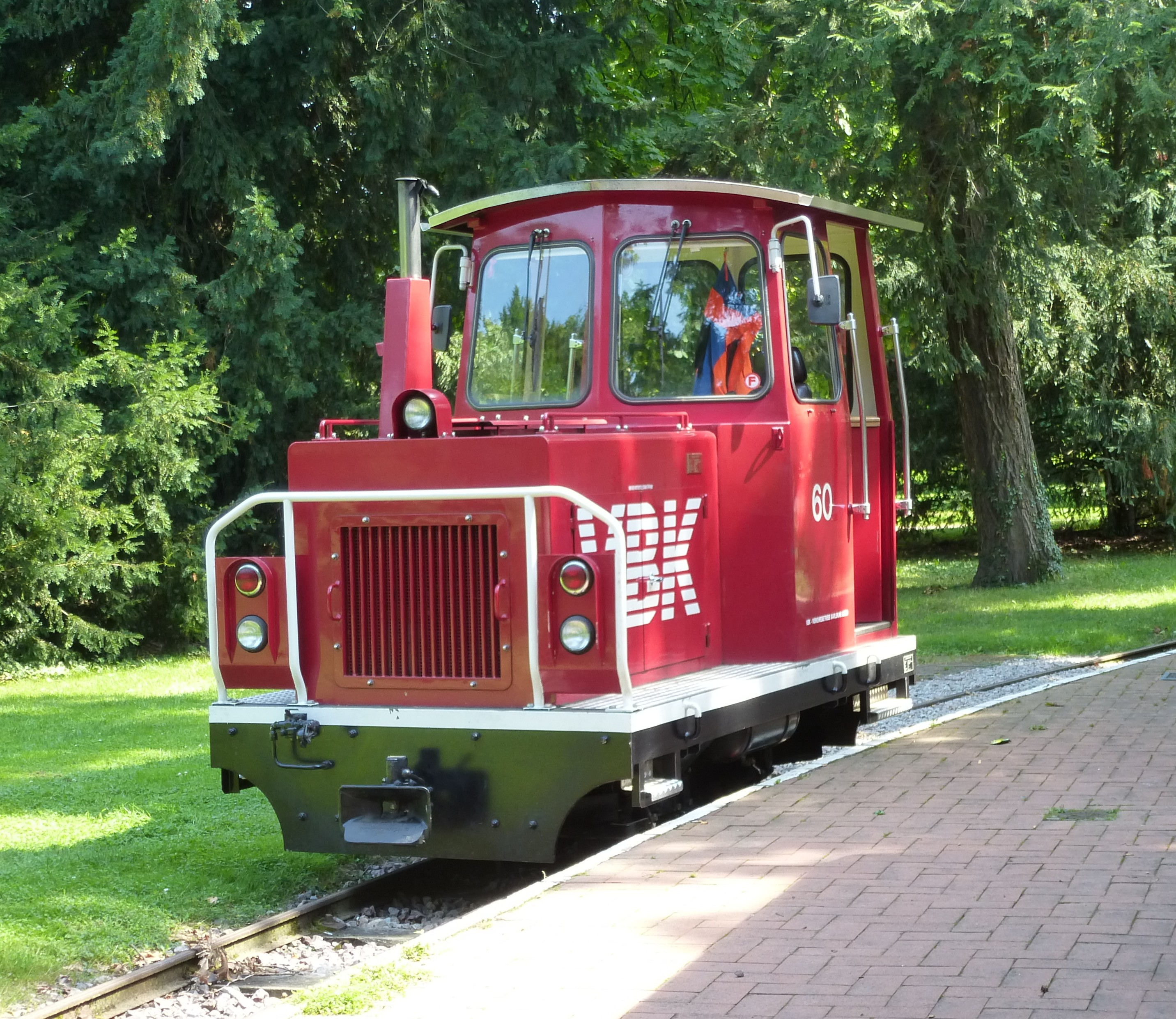
Diesellokomotive SGB60
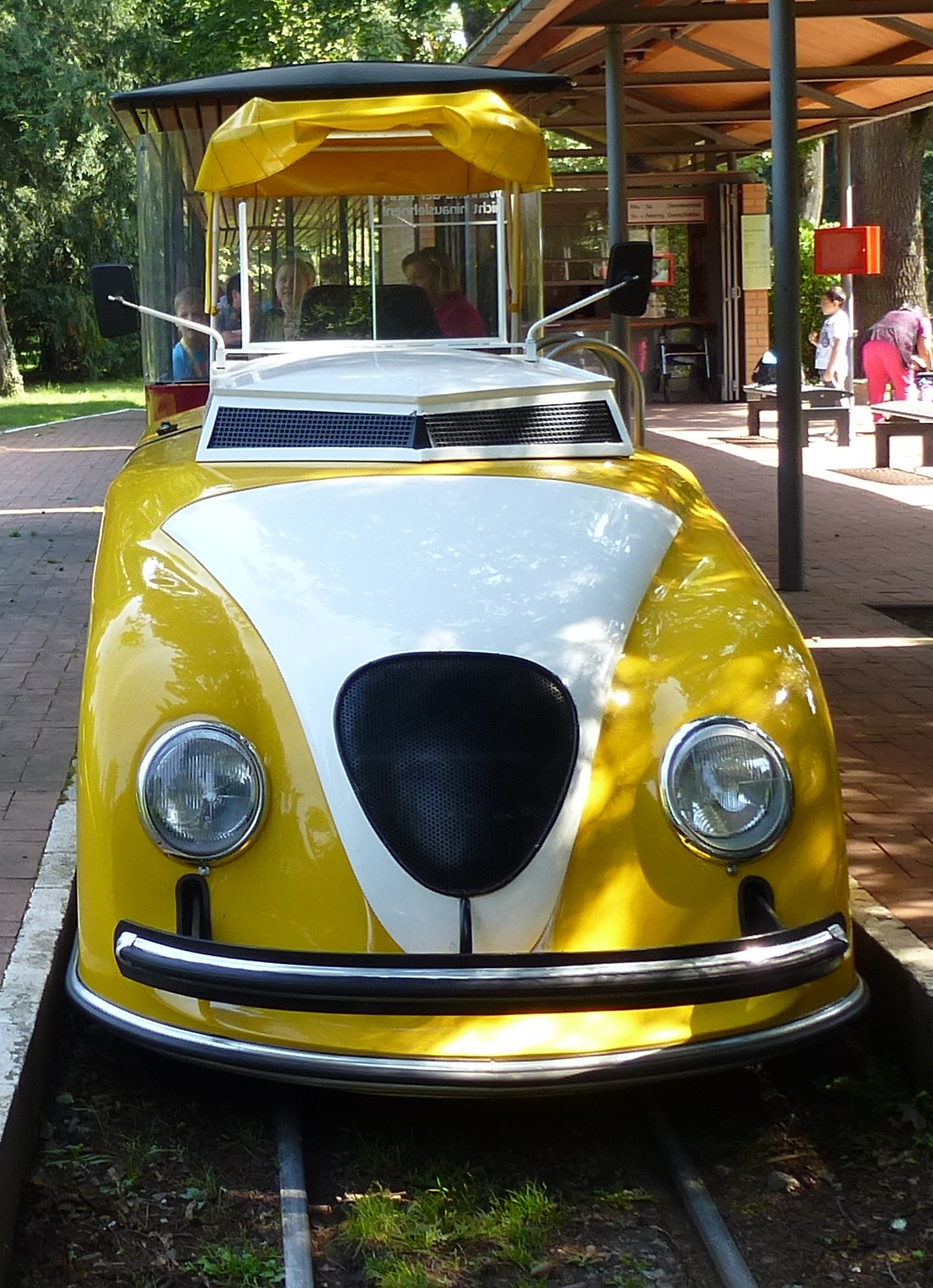
Benzinlokomotive Porschelok
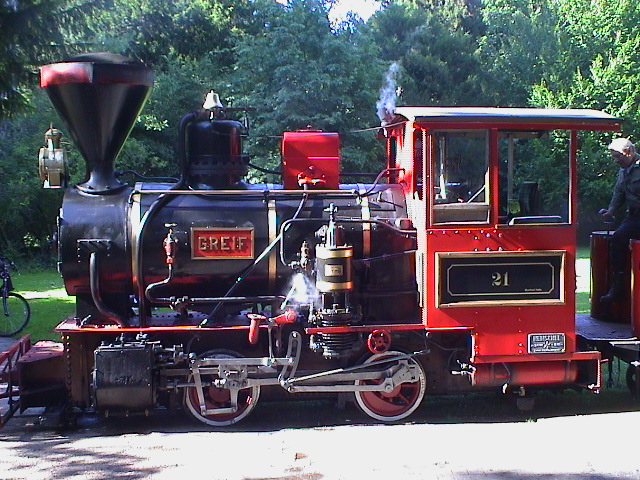
Dampflokomotive Greif

## Betrieb
Die Schlossgartenbahn Karlsruhe fährt jedes Jahr von Karfreitag bis Allerheiligen an Wochenenden und Feiertagen und zwischen Ende Mai und Anfang Oktober auch unter der Woche. Sie fährt jedoch nicht bei schlechtem Wetter und während großer Veranstaltungen im Schlossgarten. Eine Rundfahrt dauert etwa 15–20 Minuten. Sonn- und feiertags kommt in der Regel die Dampflok zum Einsatz, wobei auf den Fahrpreis ein Dampfzuschlag erhoben wird. Freitags wird der Zug von der Porschelok gezogen. Das „Bähnle“, wie es liebevoll genannt wird, befördert etwa 50.000 Fahrgäste im Jahr.